# Et Smukt Sind
Et Smukt Sind (originaltitel A Beautiful Mind) er en film fra 2001 inspireret af den amerikanske matematiker John Forbes Nash, der led af paranoid skizofreni. Filmen har fået meget kritik for at have for mange frie og direkte forkerte elementer med, men på trods af det har den vundet en del priser. Hovedrollerne spilles af Russell Crowe, sammen med Jennifer Connelly, Ed Harris og Paul Bettany.
Historien begynder med de tidlige år i Nash' liv ved Princeton University, da han udvikler sin «originale idé» som vil revolutionere verden inden for matematik. Senere udvikler Nash skizofreni og oplever paranoide episoder og vrangforestillinger.
Filmen havde premiere i USA den 21. december 2001. Den blev godt modtaget af kritikere, og den vandt fire Oscar: Oscar for bedste film, Oscar for bedste regi, Oscar for bedste filmatisering og Oscar for bedste kvindelige birolle. Den blev også nomineret til Oscar for bedste mandlige hovedrolle, Oscar for bedste filmklip, Oscar for bedste sminke og Oscar for bedste originalmusik. Filmen er kritiseret for unøjagtig skildring af enkelte sider ved Nash' liv.

## Medvirkende
- Russell Crowe som John Nash
- Jennifer Connelly som Alicia Nash
- Ed Harris som William Parcher
- Christopher Plummer som Dr. Rosen
- Paul Bettany som Charles Herman
- Adam Goldberg som Richard Sol
- Josh Lucas som Martin Hansen
- Anthony Rapp som Bender
- Jason Gray-Stanford som Ainsley Neilson
- Judd Hirsch som Hellinger
- Austin Pendleton som Thomas King
- Vivien Cardone som Marcee Herman
- Killian, Christian, og Daniel Coffinet-Crean som Baby